# Katedrála svatého Jiří (Temešvár)
Katedrála svatého Jiří (rumunsky Catedrala Sfântul Gheorghe din Timişoara) v rumunském městě Temešvár je římskokatolická katedrála diecéze Temešvár.

## Historie
Katedrála byla postavena ve dvou etapách v letech 1736 až 1774. Banát byl v této době po odchodu osmanských vojsk osídlován obyvatelstvem z Rakousko-Uherska převážně německého původu a římskokatolického vyznání. Katedrála byla ve svých dějinách několikrát renovována a do dnešních dob slouží jako katedrální chrám římských katolíků německého, maďarského a rumunského původu.

## Architektura
Stavba byla postavena v barokním architektonickém stylu. Vybudována byla podle plánů německého architekta Josepha Emanuela Fischera von Erlach. Má dvě mohutné věže (výška 35,5 m). Dlouhá je 55 metrů. Obraz z hlavního oltáře pochází z roku 1754. Interiér je velmi bohatě dekorovaný a je vyzdoben množstvím soch a obrazů (Karel Boromejský, svatá Terezie).